# Тюрі-Алліку
Тю́рі-А́лліку (ест. Türi-Alliku küla) — село в Естонії, у волості Тюрі повіту Ярвамаа.

## Населення
Чисельність населення на 31 грудня 2011 року становила 431 особу.

## Географія
Село лежить у північно-східному передмісті Тюрі.
Через населений пункт проходить автошлях 5 (Пярну — Раквере — Симеру).